# Красная таблетка (фильм)
Красная таблетка (англ. The Red Pill) — дискуссионный документальный фильм режиссёра Кэсси Джей, снятый в 2016 году и освещающий идеи движения за права мужчин. Премьера фильма состоялась в октябре 2016 года.
Термин «красная таблетка» — метафорическая отсылка к фильму «Матрица», где главному герою необходимо сделать выбор между мучительной правдой реальности (красная таблетка) и блаженной неизвестностью иллюзии (синяя). В данном случае подразумевается, что принять «красную таблетку» — значит, взглянуть на проблему взаимоотношения полов вне феминизма, который авторы фильма считают чересчур догматичным.

## Сюжет
Фильм рассказывает о феминистке Кэсси Джей, режиссёре и основном действующем лице, исследующей движение за права мужчин. Изначально она полагает, что это движение ненависти, но постепенно переубеждается, ставя под сомнения свои прежние взгляды на понятия гендера, власти и привилегий.
В фильме обсуждаются проблемы мужчин: низкая продолжительность жизни мужчин, высокий уровень самоубийств, отсутствие репродуктивных прав, неравенство в сфере воинской повинности, нарушения презумпции невиновности и многое другое.

## Создание
Кэсси Джей начала съёмки на собственные деньги, а также на помощь матери (сопродюсера фильма) и своего парня. Также она начала кампанию по сбору пожертвований на Kickstarter, где достигла своей начальной цели в 97 000 долларов США, всего собрав 211 260 долларов.
Кинокритик Алан Шерштуль (нем. Alan Scherstuhl) из The Village Voice написал, что в кампании участвовали самые мизогиничные разделы Reddit, посвящённые движению за права мужчин, и еженедельник отказался публиковать за деньги рекламу фильма. Джей заявила, что это неверно и пять крупнейших жертвователей — ни из движения за права мужчин, ни феминисты, и предположила, что три из них до этого и не знали о существовании движения за права мужчин.

## Показы
В первые месяцы после премьеры фильм был доступен только в рамках специально организованных показов. Лента была показана в США, Канаде, Великобритании, Австралии, Новой Зеландии, Италии, Норвегии и других стран. На постсоветском пространстве первой страной, в которой прошёл официальный показ, стала Эстония. Показ состоялся 23 ноября 2016 года в Тартусском университете и был инициирован Эстонским студенческим сообществом.
В Мельбурне, Австралия показ фильма, организованный движением за права мужчин, был отменён сетью кинотеатров Palace Cinemas из-за негативной реакции со стороны феминисток, выпустивших петицию, критикующую наличие в фильме «мизогинной пропаганды».

## Критика
Кинокритик Алан Шерштуль (нем. Alan Scherstuhl) из The Village Voice отметил низкое качество съёмки фильма, а также слабую визуальную сторону и общую любительскость фильма.
Кинокритик Джон Дефор (англ. John DeFore) из The Hollywood Reporter пишет, что фильм «во многом неуклюжий и раздражающий, но достаточно искренний и открытый к противоположным идеям», а также что он «позволяет представителям проблемного движения представить свою позицию явно и убедительно» и является «восхитительной попыткой беспристрастного изложения, в котором аргументы ослаблены журналистскими и эстетическими ошибками».
Журналистка Екатерина Юнг в статье издания Heat Street отметила, что фильм поднимает важные и недостаточно освещённые вопросы и освещает валидную критику феминизма, но при этом игнорирует «тёмную сторону мужского движения». Она считает, что фильм выиграл бы от публичной дискуссии по вопросам, в которых позиция движения за права мужчин имеет мало доказательств.

## Награды
«Красная таблетка» получила три награды на Idyllwild International Festival of Cinema 2017 года: «Best of Festival», «Excellence in Directing Documentary» и «Excellence in Producing a Documentary».
Кэсси Джей на конференции Hollywood Digifest Festival выиграла в номинации «Женщины в фильме».